# ليونيد سميرنوف (سياسي)
ليونيد سميرنوف (بالروسية: Леонид Васильевич Смирнов)‏ هو سياسي روسي، ولد في 3 أبريل 1916 في كوزنتسك في روسيا، وتوفي في 21 ديسمبر 2001 في موسكو في روسيا. حزبياً، نشط في الحزب الشيوعي السوفيتي (1943 – ). وقد انتخب عضو مجلس السوفيت الأعلى.